# ワンワンセレプー それゆけ!徹之進
『ワンワンセレプー それゆけ!徹之進』（ワンワンセレプー それゆけてつのしん、英名：Bowwow Celebrity-Poodle Let's Go! Tetsunoshin）は、2006年1月7日から同年12月30日にかけてテレビ愛知・テレビ東京系で放送されたアニメ作品。全51話。

## 概要
- 経済危機に瀕した一家を救うため、セレブ（いわゆる成金）のペット犬・徹之進が仲間達と共に奮闘する姿を描く[1]。
  - 株取引、秋葉原などと非常にタイムリーなネタが多く、登場キャラクターもそれに関した人物をパロディにしているものが多く見られる。だが物語終盤になると、バトル要素が強い話となる。
- ビデオリサーチ調べ・関東地区の視聴率は初回は2%台だったが、後に4%以上の高視聴率をマークするようになった。ウィーヴは2002年の旧イオン時代に製作された『東京ミュウミュウ』以来4年半以上にわたり、この枠に携っていたことになる（後番組『デルトラクエスト』からは電通枠である）。
- 『マーメイドメロディーぴちぴちピッチ』シリーズや『トランスフォーマー ギャラクシーフォース』など、本作までこの土曜午前8時00分 - 8時30分の放送枠はタカラ（現・タカラトミー）の保有していた枠だったが、タカラが同じテレビ愛知制作の特撮ドラマ『魔弾戦記リュウケンドー』へメインスポンサーを移行したため、空いた放送枠にちょうど本作が収まった。なお、タカラトミーは『徹之進』でも一応スポンサーとして残留している。

## ストーリー
IT企業社長の犬山家は、九州からセレブが憧れるランドマーク・八本木ヒルズ（モデルは六本木ヒルズ）に引っ越してきた。
しかしその喜びも束の間、犬山家の家計と会社の経営が悪化。生活や家族を守るために秘密組織「犬楽園」の仲間たちと金儲けに奔走し、影から家計を支える徹之進だが、その苦労はなかなか報われない。一方、犬楽園と敵対する白金の犬世界の首領ネオが徹之進に目を付け、犬魔法で人間を利用し犬山家を追い込んでゆく。
犬と人間、それぞれの思惑が絡み合う中、犬山家に最大の危機が訪れる。それを乗り越えたのも束の間、ネオはついに犬楽園を本格的に潰しにかかる。

## 登場キャラクター

### ヒルズ側の犬
徹之進（てつのしん）
声 - 高木礼子
本作の主人公。生後7か月のトイ・プードル。一人称は「僕」。ルミのペット。九州生まれなので（エセ）九州弁混じりで喋る。ルミとショコラのことが好きだが、上手く告白できていない（ショコラとは後に両思いになったが、やがて悲劇的な結末を迎えてしまう）。名前の由来は、ルミの元ボーイフレンド「徹（とおる）」と「進（すすむ）」を組み合わせたもの。犬山家の財政難を救うべく奔走するが、なかなかうまくいかない。実はかなり名犬の血統の生まれらしく、時価100万円ほどの価値があるらしい。自身もその事に誇りを持ち、懐には絶えずかなり長い巻物のような血統書を携帯し、血統自慢の際には見せ付ける。102匹兄弟の81番目と思われていたが、これは母・千代の勘違いで、実は91番目だった。犬魔法の才能がありセトの指導の下、短期間で犬魔法を修得した。ネオの口から自身と千代との間に出来た6匹の子供のうちの1匹であると明かされたが、それは前述の勘違いによるものであり、実際にはネオとの間に直接的な血縁関係は無かった。
なお、血統書は第25話でポチに洗われて中身が消え、使い物にならなくなってしまう。第5話で血統書の大映しのシーンがあるが、ここで徹之進の親は「純一郎」と記されている。しかし、最終話において、千代の勘違いで、徹之進の父はタゴサク（田吾作?）であることが写真により判明したことから、誤った血統書であることが分かった。なお、本作に出てくる血統書は、実在する愛犬家団体であるケネルクラブ、KC（イギリス）、AKC（アメリカ）、ANKC（オーストラリア）、JKC（日本）などが発行する書式とは異なり、アニメオリジナル（巻物式）の設定となっている。
セレブナイト
声 - 高木礼子
徹之進がセトの "犬魔法" で人間の青年に変身した姿。ただし活動時間は3分（時間切れで変身が解除されても、すぐに再変身することが可能）。どこぞの中東系王族を模したかのような派手な衣装に身を包む。その正体は犬楽園の犬たちの間での秘密となっていたが、ルミに正体がばれてしまう。セトによる修行のため、自分自身での変身も可能となり、3分以上の活動もできるようになったらしい（修行の際、変身してからカップラーメンを食べている）。登場する際のきめ台詞は「愛と勇気（正義）とお金儲けの使者、セレブナイト参上」。
セト
声 - チョー（第39話までは旧名の「長島雄一」名義、第40話のみ「チョー（長島雄一）」と表記）
年齢不詳の老いたミニチュア・シュナウザー。エジプト出身。代々"犬魔法"なる怪しげな術が使える家系に生まれ（数十年前、チベットでの修行を経て "犬魔法" の正統な後継者に選ばれている）、その術を使い野良犬の救済を目的とした異空間"犬楽園"を作った。基本的に犬楽園の存在や秘密を明かした犬に対しては猿に変えて追放する罰を与えると決めており、第21話では犬楽園とは無関係の飼い犬たちとサッカーに興じた際に、危うく犬楽園の存在をばらしかけた徹之進の尻尾だけを猿のものに変えている。しかし、ルミにセレブナイトの正体がばれた際には、徹之進からルミへ別れを告げさせるためにルミを犬に変えたが彼女に言いくるめられ、特別にルミにも犬楽園の秘密を守るように告げてこの件を不問にした。プロポーションの良い人間の女性を好み、周りの目を無視しよく地上に出向かっている。特に彩の大ファンでポチを通じてサインを貰ったこともある。基本的に「面白そう」と思ったことにしか協力しないが、いざとなると心強い。新月の日は魔力、特に予知能力が鋭くなることから、人間に変身し占い屋を開き儲けている。かつては武田信玄の飼い犬だった。源さん、虎之助など人間界においてもかなり顔が広い。徹之進をネオの犬魔法から守るためその身を犠牲にしたと思われたが実は生き延びており、犬魔法を伝授した徹之進とネオの最後の戦いを見届けた。
ポチ
声 - 大畑伸太郎
一人称は「オイラ」。彩のペットで、顔が不細工なブルテリア。年は徹之進と同じぐらいで、語尾に「〜ッス」と付ける。散歩中にジョンのからかいから救ってもらったことから、徹之進を慕い敬称で呼ぶが、何故か放送ごとに毎回この敬称は異なっている。犬だが猫舌。芸能界の裏事情に詳しい。気の弱い性格をしているが、自ら危険な選択を選ぼうとする勇気もある。第25話で徹之進の血統書を洗って真っ白にしてしまった。徹之進がセレブナイトに変身してルミのテニスコーチを行った際、代役として人間に変身したこともある。生まれた時から「12」という数字に縁があり（誕生日が12月12日であることなど）、そのためジョンにトゥエルブの正体ではないかと疑われたこともある。
ハカセ
声 - 下和田裕貴
5歳の天才ウェルシュ・コーギー。IQは200と名乗るが実際は200.5。普段はトレーダーのようなことをしており、"犬楽園"の運営資金を稼ぐ。また、その有り余る知能を使って様々なコンピュータや兵器を作り出す。しかし、運動はかなり苦手で自身もそれを認めている。アキバ系であり「萌え」という言葉を発することも。口癖は「〜し」。特に「天才に抜かりはないし」と言うことが多い。
ハンゾウ
声 - 間島淳司
7歳の伊賀流の忍者豆柴（忍術は独学で修行した）。忍者だけあり、まきびしを使ったりもする格好良い姿も見せるが、その一方でドジな一面ものぞかせる。口癖は「〜ござる」。幼い頃の不幸な出来事でグレた野良犬になっていた際にセトと出会い、彼の薫陶で更生できた。その恩義に報いるためにセトの忠実なる "御庭番犬" となる。名は服部半蔵から。髭を生やした中年男性風の人間に変身することもある。最終話ではイワンとリニアの生存を知るや、自分たちが作ったイワンの墓に対して「『イワンのはか』じゃなくて『イワンのばか』と書いておけばよかったでござるな」と言うなど、笑いを取るシーンも見られる。
メグ
声 - 斎藤千和
2歳のパピヨン。某チワワに取って代わるようなアイドルになることを夢見るが、面倒臭がりやで未だ叶わず、オーディションも悉く落選している。たまに犬魔法の力を借り、人間（10代後半のおしゃれなギャル風）に化けることも。オードリーとはライバル。犬楽園スパイとして徹之進の心を弄んだショコラを必死に説得したことがある。実は密かに徹之進を想っている。
ビクトリア
声 - 寺田はるひ
5歳の美女犬プードル。かつてはテレビコマーシャルに出た経験もある。普段はセトの "秘書犬" を務めており、その関係で普段から犬魔法を使い、人間（典型的なVIP付きの秘書風）に化け、人間と接触することが多い。子供の頃からの象アレルギー。オバケの類が苦手。失恋暦27匹と1人（その内の1人とはラシッドのことである）。
リニア
声 - 鈴木達央
6歳のスピード狂のイングリッシュ・セッター。ハカセが造った乗り物の運転を任される。乗り物に乗ると性格が変わる。
宇宙にあるネオの衛星内で仲間たちを逃がすために1人残って迎撃兵器と戦い、命を落としたと思われたが実は生き延びており、衛星爆破寸前に宇宙船を発見しイワンと共に生還した。後にビクトリアとデートの約束をした。
イワン
声 - 石上裕一
10歳のマッチョなシベリアン・ハスキー。傭兵犬だった経歴を持ち、争いごとなら負け知らずだがまったくモテず、今までに一度もバレンタインデーにチョコを貰ったことがない。「バカ」と呼ばれてばかりいるが、そのことを激しく嫌がっており、自分に対して言われたことでなくても「バカ」という言葉を聞いただけで「イワンに馬鹿って言うな!」と怒り出す（自分がバカだと認めたことや、冷静さを失った徹之進に「バカはお前だ!」と言い返したこともある）。アスリートのような中年男性風の人間に変身する回もあった。
宇宙にあるネオの衛星内で、徹之進を救うために自分は衛星内に残り、徹之進の乗ったロボの頭部を瓦礫ごと宇宙空間に押し出した。その後、衛星の心臓部に仕掛けた爆弾の爆発に巻き込まれて命を落としたと思われたが、上述の通りリニアと共に生還した。
オオアナ
声 - 小伏伸之
10歳くらいのペキニーズ。ネットギャンブルにハマりまくっており、名前の通り"大穴"ばかり狙うが、負けてばかりいる。稀に多額を当てることもあるが、この運の悪さは誰もが認めるところであり、道に迷ったとき、徹之進がオオアナの読みとまったく別の方向へ進み、勘の悪さを逆利用して成功した例もある。
ショコラ
声 - 廣田詩夢
ユキのペットのチワワ。徹之進が口を滑らせたことから "犬楽園" の仲間入りをすることとなった。実は徹之進より年上であり、初登場時の年は1歳半前後と推定される。徹之進の気持ちにはなかなか気付かないでいたが、やがて両思いになり、犬魔法で犬の姿になったルミをそうとは知らず嫉妬したこともある。
一見、ヒルズの仲間として徹之進達と友好的に接しているように見えるが、実はネオがヒルズに潜ませていた白金のスパイ・トゥエルブ。サーカスで虐待のような厳しい調教をされていたところをネオに助けられたという過去があり、そのためネオには逆らえずスパイとして暗躍することになった。ネオに犬魔法で付けられた首輪のためネオを裏切ることができずにいたが、自分を助けるためにネオに戦いを挑んだ徹之進を追って白金に乗り込み、徹之進をネオの呪殺魔法攻撃からかばい、死んでしまう。最終話ではセレブナイトの前に霊体となって現れ、怒りに任せて戦うセレブナイトを制止した。
トゥエルブ
声 - 高木礼子
ショコラが白金のスパイとして活動していた時期の名。常に覆面で顔を覆っており、ネオがセトの秘伝書を奪うまでは、ネオの前ですら素顔を見せなかった。トゥエルブという名前は、ショコラの住所（麻布十二番）に由来するコードネーム。
チン
声 - 長嶝高士
料理人（料理犬）のチャウチャウ。中国で料理の修行をした経験がある。
ミカ
声 - 愛河里花子
商売上手の三河犬。普段は名古屋の犬楽園にいる。ミカが独自に開発した会計ソフト「犬太郎」が人間界で大ヒットし、大儲けしている。犬楽園No.1のセレブ。犬楽園の会計も預かっている。
パブロフ
声 - 長克巳
獣医のセント・バーナード。年齢不詳の老犬。以前は山岳救助犬（17世紀中頃〜20世紀初頭）として活躍していた。セトとは付き合いが長いらしく、タメ口で話す。
モップ
声 - 高木渉
パブロフの助手のコモンドール。いつもあたふたしているが努力を惜しまない性格。パブロフから「やつはきっといい医者になるだろう」と目されている。
ジョン
声 - 伊丸岡篤
黒金家のペットのダックスフント。外国人の片言のように英語を部分的に話す。嫌味な性格で、徹之進を「カントリードック（田舎犬）」、ポチを「チキン（臆病者）」と呼んで馬鹿にしていたが、相手にされた例がなく、犬楽園の犬たちからもヘタレ呼ばわりされていた。血統書は一見長いが実は5000円程度の犬。口先は達者だが、ドジで弱虫と情けない性格をしており、頻繁に徹之進たちの足を引っ張っていた。やがて白金側の犬世界の一員になったが使い走り程度の役割しか与えられず、ついには爆弾付きの首輪を付けられて犬楽園爆破のための捨て駒にされてしまったところを徹之進に助けられた。そのため白金から追われる身となり、飼い主の麗華のもとへも戻れず、犬楽園に身を寄せることになった。徹之進を「ブラザー」、白金の追手から自分を守ってくれたポチを「マイフレンド」と呼んで好意を寄せるようになったり、麗華を気遣うなど根は悪いやつではないのだが、軽い性格と弱腰なところは相変わらず。ネオの死後ようやく麗華のもとへ戻ったが、白金の犬世界に戻ったかどうかは不明。
セレブ戦隊 ヒルズレンジャー（セレブせんたい ヒルズレンジャー）
ネオの陰謀を阻止するために結成されたチーム。徹之進・ポチ・ハンゾウ・メグ・ビクトリア・リニア・イワン・オオアナの8匹が実動部隊、セトが司令官、ハカセがメカニックを担当する。個性の強いメンバーが実動部隊に揃ったため、まとまりが良いとは言い難く、また決めポーズの練習など余計なところに労力を費やして肝心の任務に遅れるなど、いまいち頼りない。結局あまり活躍できないまま自然消滅していたらしく、第44話で徹之進が久々にコスチュームを纏った際には「まだ持ってたのか」と呆れたような口調で言われていた。

### 白金側の犬
ネオ
声 - 有本欽隆
本作の黒幕。白金に存在する、犬の闇世界の首領。数十年前、"犬魔法"の後継者になるためにセトの弟弟子として修行していたが、性格が災いして後継者にはなれず、セトの前から姿を消していた。そのことを逆恨みし、セトへの敵対心から、あらゆる手段で犬楽園を潰し、さらには人間をも支配しようとする。サスケやショコラのように人間に酷い目に遭わされていた犬を助けて部下にしていたが、単なる手駒としか思っておらず、敗れ去った者に一片の情けもかけることはない。犬種は徹之進と同じトイ・プードルで、徹之進の実の父親と語っていたが、勘違いだった。セトの秘伝書を奪って最大の犬魔法を発動させ、多くの人間や犬を石に変えたが、最後は徹之進に敗北し、自らの命と引き換えに石にした者たちを解放した。
サスケ
声 - 河本邦弘
ネオの手下の甲賀忍犬。ハンゾウと互角に渡り合える腕を持つ。幼い頃に人間に石をぶつけられたため左目を失明し、酷い目に遭わされていたところをネオに助けられた。以後ネオに忠誠を誓い、甲賀で修行を積んで忍犬になった。秘伝書の奪還とセトの暗殺のためトゥエルブの導きで犬楽園に潜入したところをハンゾウに妨害され、一騎討ちの末に深手を負い、自分の死を悟って自ら身を投げた。ハンゾウとは合わせ鏡のような境遇であるため認め合うところもあったが、互いに敵対する者同士に忠誠を誓っていたため、最期まで相容れることはなかった。
ブライ
声 - 河本邦弘
徹之進とショコラが出会った旅の犬。かつては飼い犬だったが、人間のもとを離れて昔の名前を捨て、旅をしていると語り、自慢を嫌うその姿は徹之進に憧れを抱かせた。犬泥棒にさらわれたショコラを探す徹之進に協力する素振りを見せるが、実はサスケの変装で、彼こそが犬泥棒の主犯格だった。捨てられた野良ドッグたちを仕切っている。第26話に登場。
カイザー
声 - 太田哲治
ナルシストなアフガン・ハウンド。IQは195と名乗るが実際は200。ネオに「濃いキャラ」と言われる。プライドが高く、卑怯な手段を好まない。後にIQを201に上げて犬楽園に潜入、自作の飛行船に搭乗してハカセに勝負を挑むも敗れ去った。美しいもの、美しい自分が好き。
ゴルゴ
声 - 長嶝高士
ゴルゴ13のようなスナイパー。第39話・第48話に登場。
ターボ
声 - 伊丸岡篤
スピード屋。とても影が薄く、第49話での巨大ロボットに登場しての登場時にもリニアに「誰だっけ」と言われるほど。第20話・第33話・第49話に登場。
オードリー
声 - 矢作紗友里
2歳のトップアイドル犬のポメラニアン。太蔵の知人のペット。かなり嫌味な性格。メグとはライバル。第20話・第39話に登場。

### その他の犬
千代（ちよ）
声 - さとうあい
徹之進の母。102匹の仔犬を産んだ、肝っ玉母ちゃん。有名なブリーダーの家に飼われ、普段は世界中を飛び回っているという。最終話で徹之進の出生の秘密を明かす。
ドッペル
声 - 飛田展男
不慮の死を遂げたパグ。生前は顔のせいで辛い失恋を何度も繰り返しており、その怨念からか、死んでからも成仏できないでいた。失恋経験のせいでカップルに対して非常に強い怨念を持っている。肝試しのときに犬楽園のメンバーにまぎれてペア決めのくじ引きに参加し、ショコラと（意図的に）ペアを組んだ。その後ショコラに好意を抱き、無理やりあの世らしき場所へ連れて行こうとするが、ビクトリアの失恋経験を聞いて改心し、成仏していった。第28話に登場。
メリッサ
声 - 森夏姫
ゲイリー鎌田の実家で飼われている雌の薩摩犬。年齢不詳。失踪したゲイリーの父親代わりだったが、なぜ雌犬なのかは不明である。薩摩犬の誇りか腕っ節が強く、伊賀忍犬のハンゾウと渡り合ったが、ハンゾウに勝ってしまうほどだった。第31話に登場。
ロビイ
声 - 矢島晶子
ルミの友達であるリナが所有していた犬型ロボット。故障していたのでリナがドイツに引越しする際に捨てられた。その後、徹之進が拾い上げた後に生じた落雷により再起動した。徹之進を「アヤヤヤヤ」と呼ぶ（自己紹介した際、徹之進は雷に打たれ舌が痺れてうまく喋れず、そう聞こえたのをインプットしたため）。犬楽園ではハカセに実験用ロボットとして扱われたのをはじめ、酷い扱いを受けた。その後、中の精密機械のショートにより発火、全焼し最期を遂げたが、ハカセがロビイの中からCPUを取り出し、元の姿に復元した。モデルはAIBOのERS-7系。第32話に登場。
信康（のぶやす）
声 - 伊丸岡篤
昔の日本の貴族風な格好をした、とある地の犬世界の統治者。ネオにより石にされたが、最終回の描写から元に戻ったことが分かる。第41話に登場。

### 人間
犬山 ルミ（いぬやま ルミ）
声 - 真堂圭
徹之進の飼い主で、小学5年生。疑うことを知らない天然で純真な少女。その反面、真面目でもある。お気に入りのアーティストはサザーランド。セレブナイトの正体が徹之進だということがわかってしまい、セトの犬魔法で犬（シーズー）にされてしまう経験も持っている。
犬山 マサオ（いぬやま マサオ）
声 - 川原慶久
ルミの父親で、IT企業「サンチャイルド」の社長を務める婿養子。「サンチャイルド」は妻の陽子の名前から取っている（太陽=sun、子=child）。家庭では気さくだが、浮世離れしている。経済事情を弁えているが、株に関してはかなり疎い。本業だけでは家計を賄いきれないため、寝る間を惜しんでバイトをしたり、新しい業種に手を伸ばしたりしているが、しばしばピンチに陥っている。義理堅い性格で、セレブナイトから借りた金を一日でも早く返そうと思っている。
犬山 陽子（いぬやま ようこ）
声 - 小林美佐
ルミの母親で、先祖がどこかの藩のお姫様。たまにとても素晴らしい話を口に出すが、周囲の迷惑を顧みない浪費癖があり、両親共々犬山家の経済難の元凶となっている。
犬山 虎之助（いぬやま とらのすけ）
声 - 石森達幸
陽子の父親。マサオ同様彼も婿養子。そのため妻の薫子に頭が上がらない。薫子同様娘の陽子や孫のルミのことを思い、九州の屋敷を飛び出し犬山家の家計を顧みず、一軒家で暮らす予定だったマサオ一家を強引に高級八本木ヒルズマンションに共同で住まわすようになり、妻子共々犬山家の経済難の元凶となっている。遊び好きで、人間に変身したセトとは八本木の夜の遊び仲間である。
犬山 薫子（いぬやま かおるこ）
声 - 寺田はるひ
陽子の母親。気が強く、虎之助を尻に敷いている。陽子同様、金銭感覚がズレている。マサオがピンチを切り抜け、得た収入が全て無に帰るほどの量を買い込んだりと夫や娘共々犬山家の経済難の元凶となっている。60年前、ミス明太子に輝いた経歴を持つ。終盤では自らの浪費を棚に上げ娘夫婦を強制的に離婚させようとしたが、娘や孫娘の反発と、木村の諫言を受けて断念。最終話では九州へ戻ろうとしたマサオたちを無理矢理東京ミッドタウンへと移転させた。
木村 卓造（きむら たくぞう）
声 - 麻生智久
犬山家に仕える執事。爺やと呼ばれている。マサオと共に犬山家の家計に頭を悩まされている。終盤では薫子の浪費に毅然とした態度で諫言した。
花咲 ハナ（はなさき ハナ）
声 - 大浦冬華
犬山家のメイド。九州の屋敷では和服だったが、八本木マンションに付くようになってからはメイド服を着ている。
ドジっ娘だが、周囲を明るくするかのごとく振舞うムードメーカー。秋葉原で買い物をする姿も見られる。
鷺山 彩（さぎやま あや）
声 - 阿部加奈江
犬山家の隣に住む女優。ポチの飼い主。
八木野 ユキ（やぎの ユキ）
声 - 谷井あすか
ルミの同級生で親友。ショコラの飼い主。
黒金 太蔵（くろがね たいぞう）
声 - 松岡大介
マサオの会社のライバル会社「黒市」の社長。鬼塚を先生と呼び慕う。
黒金 志摩（くろがね しま）
声 - 森夏姫
太蔵の妻。社長夫人。
黒金 麗華（くろがね れいか）
声 - 倖月美和
太蔵と志摩の娘で、ルミの同級生。負けず嫌いな性格。ルミやユキを「カントリー・ガール」と呼び厭味ばかり言っているが、ルミには全く通じていない。自分を含め、黒金家をシロガネーゼだと主張する。セレブナイトに一目惚れした。ジョンに対しては冷たい仕打ちをする事が多いが、なんだかんだと言ってジョンの事を大切に思っている。
鬼塚 道真（おにづか どうしん）
声 - 河本邦弘
ネオの飼い主。「政財界の陰のドン」と称される。政財界に関する汚職事件では必ず名前が挙がるが不思議と逮捕されない危険な人物。ネオに操られることも。
ゲイリー鎌田（ゲイリーかまた）
声 - 太田哲治
カリスマ的人気を誇る凄腕トリマー。本名は鎌田 富三郎（かまた とみさぶろう）で宮崎県出身。名前のとおりのおかま（ゲイ）で、陽子曰く "芸" が得意らしい。徹之進に取り巻いているが、当人には嫌がられている。母親の聖子（せいこ）（声：勝生真沙子）と髪型がそっくり。父親は子供のころに蒸発したがその原因は不明である。
ブリマロ
声 - 小伏伸之
陽子曰く「セレブな社長」らしい。「ブリブリ想定内」という台詞を口にする。口癖は「〜マロ」。モデルは堀江貴文（ホリエモン）。
源さん（げんさん）
声 - 麦人
八本木ヒルズ付近で、寿司屋「寿司源」を営んでいる。実は海外にも拠点を置く大企業グループ「我友コンツェルン」を一代で築いた会長で、現在はあまり金融界に顔を出していない。セトが彼を犬楽園に案内する際に犬（オーストラリアン・シルキー・テリア）に変えられたことも。サンチャイルドの買収騒動の際、サンチャイルドの株を黒市より買い戻し支援することを決定。
ヨル・ゲイツ
声 - 遊佐浩二、女装時：磯辺万沙子
アメリカの世界一の大企業・「ダイクロソフト社」の社長。普段は女装し、秘書に成りすましている。普段 "社長" として動いている男性がどのような人物なのかは不明。サンチャイルドと黒市がソフトウェア販売の権利を争った際、犬山家の接待の内容が優しく、真心・家族愛に溢れていたことや、発売するソフトウェアのコンセプトによく通ったものだったことからサンチャイルドと契約することを決定した。日本が好きで、源さんとは長い付き合いを持つ。モデルはビル・ゲイツ。後にサンチャイルドの買収騒動の際、我友コンツェルンと共にサンチャイルドへの支援を決定する。
ラシッド
声 - 太田哲治
インドのマハラジャ（王様）の長男。セントレディ学園の隣に建つ男子校の、インドからの留学生。普段、象を移動手段として用いている。第14話時点で18歳。人間に変身しているビクトリアに一目惚れし、その後両想いにまで発展したが、所詮は人間と犬という関係からか、結局結ばれず仕舞いとなってしまった。
サジット
声 - 大浦冬華
ラシッドの弟、留学生。これまた同じく象を移動手段に用いる。たまに変な日本語を使う。無表情。
シルコ・ニルカップ
声 - 大畑伸太郎
連戦連勝の格闘家。一度笑い出すと3時間は止まらないという弱点がある。モデルはミルコ・クロコップ。
イリコ
声 - 小伏伸之
セントレディ学園の隣に建つ男子校に通う生徒。シルコの弟。
美香（みか）
声 - 二宮圭美
恭子（きょうこ）
声 - 山崎みちる
いつも麗華と共に行動している、ルミの同級生。名前の由来は叶姉妹から来ている。
社長秘書（しゃちょうひしょ）
声 - 中司優花→谷井あすか
マサオの秘書。
氷室 卓夫（ひむろ たくお）
声 - 鳥海浩輔
アイドル。通称ヒムタク。5年連続ベスト法被ニスト、今年度鼻眼鏡が似合う男No.1、6年連続耳掻きして貰いたい男No.1。すぐに脱ぐ。「みんな〜愛してるよ〜」「（ちょっと）（おい）待てよ」が口癖。モデルは氷室京介と木村拓哉。第5話に登場。
スティーブン・白沢（スティーブン・しろさわ）
声 - 石住昭彦
映画監督。よい映画を撮るためなら出演者をどんな危険にも晒す危ない人だが、世の中金だけあればよいということではないと考えている常識人でもある。モデルはスティーブン・スピルバーグと黒澤明。第5話に登場。
聖校長（ひじりこうちょう）
声 - 沢田敏子
ルミが通う、創立200年で校則が厳しい女子高「セントレディ学園」の校長。40年前、生徒が犬に襲われていたところを助けてもらったことから、イサムのことを好きとなり、毎年バレンタインデーにチョコを渡そうとしていたが、毎年悉く犬に邪魔されていて上手く渡せなかった。そのこともあり犬が大嫌いだったが、40年来のイサムへの想いは、思いがけずイワンの勘違いによりひょいと叶ってしまった。第6話に登場。
大徳 イサム（だいとく イサム）
声 - 村松康雄
セントレディ学園のすぐ隣に建っている男子校の校長。実は聖と両想いであり、40年来の聖の告白を受け取った。第6話に登場。
スズキ
声 - 中多和宏
八本木ヒルズの警備員達。何故か全員名前がスズキ。容姿が似ている上に、言動が皆全て同じ。涙脆い。第8話・第37話に登場。
森村 義彦（もりむら よしひこ）
声 - 増谷康紀
彩の夫。彩には365日毎日バラを贈り続け、最後に彩に誘われポチを買って結婚した。仕事が忙しく彩に寂しい思いをさせていて、離婚さえしかけたが、徹之進らによって免れた。第9話以降、数回登場。彼を空港に運ぼうとする目的でセトによって猿に変えられたことも。
社長（しゃちょう）
声 - 佐々木大輔
彩が所属する芸能事務所の社長。第9話に登場。
お滝（おたき）
声 - 宮寺智子
犬山家のメイド頭。第10話・第30話に登場。
秋庭 圭（あきば けい）
声 - 岡野浩介
お滝の息子。秋葉原でフィギュア作家の活動をしている。第10話に登場。
桜の青年（さくらのせいねん）
声 - 川田紳司
八本木ヒルズ近くの丘の枯れかけた桜付近でいつも佇んでいた青年。実は桜そのもの。ルミに桜について色々と教えた。枯れかけた桜を花見ができないと非難するルミの家族に対し、泣いて桜を庇うルミに一度だけ満開の花を見せた。第12話に登場。
土方コーチ（ひじかたコーチ）
声 - 檜山修之
ルミが通う小学校のテニス部の顧問。激しいトレーニングを部員たちにさせるなど、かなりの熱血教師ぶりがうかがえる。モデルは『エースをねらえ!』の宗方仁。第13話に登場。
ナイジェラ
声 - 麻生智久
ユーモアたっぷりな、ラシッド・サジットの父。インドのマハラジャである。第14話に登場。
Z団（ゼットだん）
世界的な盗掘団で、美神（みじん）湖にある武田信玄の隠し埋蔵金を狙っていた。団長（声：伊丸岡篤）、ブレイン（声：小伏伸之）、キャンディ（声：渡辺明乃）、スワン（声：河本邦弘）で構成される。第22話に登場。
幸松 ハツコ（こうまつ はつこ）
声 - 高木礼子
絵本作家。彼女が飼っていたトイプードルを主人公にして描いた絵本を見た幼いルミが、トイプードルを欲しがった。第23話に登場。
徹（とおる）
声 - 斎賀みつき
ルミの九州のボーイフレンド。金髪。第30話に登場。
進（すすむ）
声 - 甲斐田ゆき
ルミの九州のボーイフレンド。第30話に登場。
ひろ子
声 - 谷井あすか
ゲイリーのファンで、聖子の策略でゲイリーと結婚寸前までいった。第31話に登場。
リナ
声 - 矢島晶子
ドイツへ引っ越すことになってしまった、ルミの八本木の友達。第32話に登場。

### 猿
サル吉郎（さるきちろう）
声 - 伊丸岡篤
猿山の長老。セトとはさまざまな遊びでのライバル関係で、主に自分が勝っている。当初は犬を蔑視していたが、孫娘のサル美が徹之進に助けられたことで考えを改める。
サル美（さるみ）
声 - 森夏姫
サル吉郎の孫娘。危機を徹之進に救われた。

## スタッフ
- 原案 - 石川裕人（株式会社ウィーヴ） ※（　　　）はビデオ上はノン・テロップ
- 監督 - 福本潔
- シリーズ構成 - 山田隆司
- キャラクターデザイン - 関修一、志田ただし
- コスチュームデザイン - 穐本ゆかり
- 美術監督 - 河合泰利
- 色彩設計 - 大槻ひろ子
- 撮影監督 - 大井勝利
- 編集 - 村井秀明、三宅圭貴
- 音楽 - 北城かずみ
- 音響監督 - 岩浪美和
- プロデューサー - 原直司、宮崎武洋、可知秀幸、磯山敦、馬場健
- アニメーション制作 - スタジオコメット
- 制作 - テレビ愛知、東急エージェンシー、ウィーヴ、徹之進製作委員会
- 著作 - 株式会社ウィーヴ　※ビデオ上はノン・テロップ

## 主題歌

### オープニングテーマ
「and yet」（第1話 - 第16話）
歌 - サザーランド / 作詞・作曲 - Yuya Abe / 編曲 - Yoshiyuki Sahashi & SutherRand
レーベル - Epic Records Japan
「空の向こうの向こう」（第17話 - 第51話）
歌・作詞 - 川本成 / 作曲 - UZA / 編曲 - 大野宏明
レーベル - インデックス ミュージック
- 「空の向こうの向こう」には、サビ後部に原曲には存在しない「ここから」というフレーズが加えられている。

### エンディングテーマ
「Life Gauge」（第1話 - 第16話）
歌 - mihimaru GT / 作詞 - hiroko and mitsuyuki miyake / 作曲 - mitsuyuki miyake
レーベル - jab jab records（UNIVERSAL MUSIC JAPAN）
「WISH」（第17話 - 第51話）
歌・作詞 - 井ノ上奈々 / 作曲 - UZA / 編曲 - 大野宏明
レーベル - インデックス ミュージック

## 各話リスト
| 話 | 放送日        | サブタイトル                     | 脚本     | 絵コンテ   | 演出             | 作画監督          |
| -- | ------------- | -------------------------------- | -------- | ---------- | ---------------- | ----------------- |
| 1  | 2006年 1月7日 | てつのしん ヒルズに住む          | 山田隆司 | 福本潔     | 福本潔           | アベ正己          |
| 2  | 1月14日       | てつのしん 変身する              | 山田隆司 | 福本潔     | 五月女有作       | 武内啓            |
| 3  | 1月21日       | てつのしん コンテストに出る      | 江夏由結 | 池田重隆   | 白石道太         | 安台根            |
| 4  | 1月28日       | てつのしん 海にもぐる            | 成田良美 | 福島一三   | 南康宏           | 柳瀬譲二          |
| 5  | 2月4日        | てつのしん 俳優になる            | 広田光毅 | 小森天     | 大森一長         | 徐正徳            |
| 6  | 2月11日       | てつのしん チョコをつくる        | 江夏由結 | 池田重隆   | 長浜のりひこ     | 金容植            |
| 7  | 2月25日       | てつのしん 宅配する              | 広田光毅 | 鴫野彰     | 鴫野彰           | アベ正己          |
| 8  | 3月4日        | てつのしん 忍者になる            | 成田良美 | 五月女有作 | 福本潔           | 武内啓            |
| 9  | 3月11日       | てつのしん ポチを助ける          | 山田隆司 | 福本潔     | 白石道太         | 徐正徳            |
| 10 | 3月18日       | てつのしん アキバに行く          | 広田光毅 | 福島一三   | 大森一長         | 高成雲            |
| 11 | 3月25日       | てつのしん 接待する              | 成田良美 | 中村憲由   | 佐々木皓一       | 柳瀬譲二          |
| 12 | 4月1日        | てつのしんお花見する             | 広田光毅 | 鴫野彰     | 鴫野彰           | アベ正己 可児里未 |
| 13 | 4月8日        | てつのしん 鬼コーチになる        | 成田良美 | 五月女有作 | 福本潔           | 有馬太郎          |
| 14 | 4月15日       | てつのしん 恋をでっちあげる      | 江夏由結 | 池田重隆   | ながはまのりひこ | 金容植            |
| 15 | 4月22日       | てつのしん 白金に行く            | 山田隆司 | 葛谷直行   | 大森一長         | 高成雲            |
| 16 | 4月29日       | てつのしん 格闘する              | 江夏由結 | 池田重隆   | 白石道太         | 金容植            |
| 17 | 5月6日        | てつのしん 探偵になる            | 山田隆司 | 福島一三   | 大森一長         | 金成范            |
| 18 | 5月13日       | てつのしん 母を訪ねる            | 広田光毅 | 久原謙一   | 佐々木皓一       | 金容植            |
| 19 | 5月20日       | てつのしん ダイエットさせる      | 成田良美 | 中村憲由   | 佐々木皓一       | 柳瀬譲二          |
| 20 | 5月27日       | てつのしん プロデュースする      | 江夏由結 | 鴫野彰     | 鴫野彰           | 浜田勝            |
| 21 | 6月3日        | てつのしん ゴールを決める        | 山田隆司 | 福島一三   | 佐々木皓一       | 金容植            |
| 22 | 6月10日       | てつのしん お宝をさがす          | 広田光毅 | 池田重隆   | 大森一長         | 高成雲            |
| 23 | 6月17日       | てつのしん パパを応援する        | 山下憲一 | 福本潔     | 福本潔           | 金容植            |
| 24 | 6月24日       | てつのしん リーダーになる        | 成田良美 | 中村憲由   | 佐々木皓一       | 柳瀬譲二          |
| 25 | 7月1日        | てつのしん ポチとケンカする      | 江夏由結 | 池田重隆   | 白石道太         | 金容植            |
| 26 | 7月8日        | てつのしん 犬泥棒を捕まえる      | 広田光毅 | 鴫野彰     | 鴫野彰           | 浜田勝            |
| 27 | 7月15日       | てつのしん 白金に行く その2      | 山田隆司 | 福島一三   | 張礼納           | 高成雲            |
| 28 | 7月22日       | てつのしん オバケと出会う        | 成田良美 | 池田重隆   | サトウミツトシ   | 金容植            |
| 29 | 7月29日       | てつのしん カードを持つ          | 山田隆司 | 佐々木皓一 | 佐々木皓一       | 柳瀬譲二          |
| 30 | 8月5日        | てつのしん 里帰りする            | 山下憲一 | 福島一三   | 張礼納           | 金容植            |
| 31 | 8月12日       | てつのしん結婚をこわす           | 江夏由結 | 鴫野彰     | 鴫野彰           | 浜田勝            |
| 32 | 8月19日       | てつのしんロボット犬と友達になる | 広田光毅 | 池田重隆   | 池田重隆         | 高成雲            |
| 33 | 8月26日       | てつのしん宿題を手つだう         | 桜井正明 | 福島一三   | サトウミツトシ   | 金容植            |
| 34 | 9月2日        | てつのしんネット世界へ行く       | 広田光毅 | 佐々木皓一 | 佐々木皓一       | 柳瀬譲二          |
| 35 | 9月9日        | てつのしん運動会ではりきる       | 山下憲一 | 池田重隆   | 張礼納           | 金相燁            |
| 36 | 9月16日       | てつのしん犬楽園を裏切る?        | 山田隆司 | 鴫野彰     | 鴫野彰           | 浜田勝            |
| 37 | 9月23日       | てつのしんネオにゴーモンされる   | 成田良美 | 福島一三   | サトウミツトシ   | 高成雲            |
| 38 | 9月30日       | てつのしんヒルズを追い出される   | 江夏由結 | 福本潔     | 池田重隆         | 金容植            |
| 39 | 10月7日       | てつのしん仲間に助けられる       | 広田光毅 | 佐々木皓一 | 佐々木皓一       | 柳瀬譲二          |
| 40 | 10月14日      | てつのしん犬猿の仲のイミを知る   | 桜井正明 | 鈴木孝義   | 福本潔           | 金容植            |
| 41 | 10月21日      | てつのしん ルミに正体がばれる    | 山下憲一 | 鴫野彰     | 鴫野彰           | 浜田勝            |
| 42 | 10月28日      | てつのしん ルミと犬楽園を行く    | 山田隆司 | 池田重隆   | 池田重隆         | 高成雲            |
| 43 | 11月4日       | てつのしん 疑われたポチをかばう  | 江夏由結 | 福島一三   | サトウミツトシ   | 金容植            |
| 44 | 11月11日      | てつのしん 秘伝書をみつける      | 成田良美 | 佐々木皓一 | 佐々木皓一       | 柳瀬譲二          |
| 45 | 11月18日      | てつのしん 戦いのために特訓する  | 広田光毅 | 鈴木孝義   | サトウミツトシ   | 金相燁            |
| 46 | 11月25日      | てつのしん 大好きなルミと別れる  | 山田隆司 | 鴫野彰     | 鴫野彰           | 浜田勝            |
| 47 | 12月2日       | てつのしん ショコラの秘密を知る  | 成田良美 | 池田重隆   | 池田重隆         | 高成雲            |
| 48 | 12月9日       | てつのしん 永遠の愛に泣く        | 広田光毅 | 福島一三   | サトウミツトシ   | 金相燁            |
| 49 | 12月16日      | てつのしん 宇宙で大切な友を失う  | 江夏由結 | 福本潔     | 佐々木皓一       | 柳瀬譲二          |
| 50 | 12月23日      | てつのしん 犬魔法を受けつぐ      | 山下憲一 | 鈴木孝義   | 池田重隆         | 高成雲            |
| 51 | 12月30日      | てつのしん ヒルズを出て行く      | 山田隆司 | 福本潔     | 福本潔           | 浜田勝            |

## 放送局
| 放送地域       | 放送局         | 放送期間                | 放送日時         | 放送系列       | 備考                         |
| -------------- | -------------- | ----------------------- | ---------------- | -------------- | ---------------------------- |
| 愛知県         | テレビ愛知     | 2006年1月7日 - 12月30日 | 土曜 8:00 - 8:30 | テレビ東京系列 | 製作局                       |
| 北海道         | テレビ北海道   | 2006年1月7日 - 12月30日 | 土曜 8:00 - 8:30 | テレビ東京系列 |                              |
| 関東広域圏     | テレビ東京     | 2006年1月7日 - 12月30日 | 土曜 8:00 - 8:30 | テレビ東京系列 |                              |
| 大阪府         | テレビ大阪     | 2006年1月7日 - 12月30日 | 土曜 8:00 - 8:30 | テレビ東京系列 |                              |
| 岡山県・香川県 | テレビせとうち | 2006年1月7日 - 12月30日 | 土曜 8:00 - 8:30 | テレビ東京系列 |                              |
| 福岡県         | TVQ九州放送    | 2006年1月7日 - 12月30日 | 土曜 8:00 - 8:30 | テレビ東京系列 |                              |
| 日本全域       | AT-X           | 2006年7月12日 -         | 木曜 7:00 - 8:00 | CS放送         | 2話連続放送 リピート放送あり |

## 漫画
朝日小学生新聞の土曜版にて連載された。全52話。ストーリーはアニメとはまったく異なり、毎回読みきりである。アニメ終盤のシリアス展開もない。下ネタがやや多く、徹之進はよくオナラをするという独自の設定が付けられている。
単行本は第2巻まで発行されていたが、第3巻の発売は中止となった。単行本には本編のみを収録したアニメのDVDが付いている。

現在は作画担当の富士山みえるのブログに全話が無料公開されている。

### スタッフ
- 原案：石川裕人（株式会社ウィーヴ）
- 作画：富士山みえる（クレジットは富士山単独だが、実質的には富士山の夫である大橋よしひこ（うおりゃー大橋）との共作）